# Mala Pereșcepîna, Novi Sanjarî
Mala Pereșcepîna (în ucraineană Мала Перещепина) este localitatea de reședință a comunei Mala Pereșcepîna din raionul Novi Sanjarî, regiunea Poltava, Ucraina.

## Demografie
Componența lingvistică a localității Mala Pereșcepîna
     Ucraineană (96,05%)
     Rusă (3,51%)
     Alte limbi (0,35%)
Conform recensământului din 2001, majoritatea populației localității Mala Pereșcepîna era vorbitoare de ucraineană (96,05%), existând în minoritate și vorbitori de rusă (3,51%).